# Václav Girsa (památkář)
Václav Girsa (* 3. června 1945, Praha) je český památkový architekt a pedagog.
Vystudoval Fakultu stavební ČVUT (1969) a Školu architektury prof. Františka Cubra AVU (1972). V letech 1971–1990 pracoval ve Státním ústavu pro rekonstrukce památkových měst a objektů, od roku 1990 pedagogicky působí na ČVUT, kde se 1995 habilitoval a 2008 byl jmenován profesorem pro obor dějiny architektury a ochrana památek a stal se na Fakultě architektury ČVUT v Praze vedoucím Ústavu památkové péče, kterým byl do roku 2023, kdy jej nahradil doc. Ing. arch. Tomáš Efler. Je členem Vědecké rady Národního památkového ústavu, redakční rady časopisu Zprávy památkové péče, Vědecké rady MK ČR pro státní památkovou péči a v letech 2015–2024 byl presidentem Českého národního komitétu ICOMOS.
Od roku 1991 Girsa prostřednictvím soukromé firmy GIRSA AT (spolu s arch. Miloslavem Hanzlem) rozvíjel restaurátorské přístupy s transforací do velkého měřítka staveb a zároveň je aplikoval v konkrétních realizacích.

## Ocenění
Výsledky rozsáhlého souboru děl obnovy památek získaly řadu ocenění, včetně ocenění mezinárodních, např.: ceny či čestná uznání Grand Prix OA (1994, 1999, 2001, 2003), prestižní mezinárodní ocenění Europa Nostra( Müllerova vila v roce 2000, zámecké barokní divadlo v roce 2003, hrad Bauska v Lotyšsku v roce 2004, jižní průčelí Horního hradu českokrumlovského zámku v roce 2008, hrad Bečov v roce 2010), cena kulturního dědictví Lotyšské státní inspekce v Rize (hrad Bauska v roce 2003), cena Gloria Musaealis 2006 (atelier Zdenky Braunerové v Roztokách u Prahy), International Trend Award 2010 (ocenění obnovy zahrady Müllerovy vily) a pod.
- 2019 – cena Jože Plečnika[3]
- 2024 – čestný prezident Českého národního komitétu ICOMOS[4]
- 2025 – Pamětní medaile udělená hejtmankou Středočeského kraje za významný přínos k celkové obnově a zpřístupnění Hrabalovy chaty v Kersku (Spolu s dalšími osobnostmi).[5]

## Publikace
- Václav Girsa, Miroslav Hanzl: Typologie obnovy, 160 s., vyd. České vysoké učení technické v Praze, 2011, ISBN 978-80-01-04770-5
- Paměť kamenů. Obrazová rukověť péče o torzální památky, vyd. České vysoké učení technické v Praze, 2021, ISBN 978-80-01-06855-7
- Václav Girsa: A co bylo dál, aneb ze života architekta, který neměl ambice. Vyd. KANT, Praha 2024, 264 s. ISBN 978-80-7437-439-5. kant-books